# Spilosoma defasciata
Spilosoma defasciata är en fjärilsart som beskrevs av Talbot 1932. Spilosoma defasciata ingår i släktet Spilosoma och familjen björnspinnare. Inga underarter finns listade i Catalogue of Life.